# Parigny (Loire)
Parigny is een gemeente in het Franse departement Loire (regio Auvergne-Rhône-Alpes) en telt 534 inwoners (2004). De plaats maakt deel uit van het arrondissement Roanne.

## Geografie
De oppervlakte van Parigny bedraagt 9,1 km², de bevolkingsdichtheid is 58,7 inwoners per km².
De onderstaande kaart toont de ligging van Parigny (Loire) met de belangrijkste infrastructuur en aangrenzende gemeenten.

## Demografie
Onderstaande figuur toont het verloop van het inwonertal (bron: INSEE-tellingen).